# Xã Oran, Quận Logan, Illinois
Xã Oran (tiếng Anh: Oran Township) là một xã thuộc quận Logan, tiểu bang Illinois, Hoa Kỳ. Năm 2010, dân số của xã này là 378 người.